# GLAAD Media Awards 2005
La 16ª edizione dei GLAAD Media Awards si è tenuta nel 2005. Le cerimonie di premiazione hanno avuto luogo al Marriot Marquis di New York il 28 marzo, al Kodak Theatre di Los Angeles il 30 aprile e al Westin St. Francis di San Francisco l'11 giugno.

## New York
Excellence in Media Award
- Billy Crystal

Vito Russo Award
- Alan Cumming

Riconoscimento Speciale
- The Daily Show with Jon Stewart

Miglior film della piccola distribuzione
- La mala educación
- Cachorro
- Incrocio d'amore
- Brother to Brother
- The Mudge Boy

Miglior documentario
- True Life: I'm Gay and I'm Getting Married
- No Secret Anymore: The Times of Del Martin and Phyllis Lyon
- The Opposite Sex: Rene's Story
- Paternal Instinct
- Tarnation

Miglior serie Daytime drammatica
- Una vita da vivere
- La valle dei pini

Miglior serie commedia
- Will & Grace

Miglior episodio talk show
- "The 11-Year-Old Who Wants a Sex Change", The Oprah Winfrey Show
- "Alan Cumming", The Graham Norton Effect
- "I was Born a Woman...Today I'm a Man", Maury

Miglior cantante
- Scissor Sisters, Scissor Sisters
- Melissa Etheridge, Lucky
- George Michael, Patience
- Le Tigre, This Island
- Rufus Wainwright, Want Two

## Los Angeles
Vanguard Award
- Liza Minnelli

Stephen F. Kolzak Award
- Bill Condon

Miglior film della grande distribuzione
- Kinsey
- Alexander
- Una casa alla fine del mondo
- Monster
- Saved!

Miglior serie drammatica
- Six Feet Under
- The L Word
- Queer as Folk
- Kevin Hill
- The Wire

Miglior episodio serie TV
- "Ragazzi perduti", Jack & Bobby
- "Daniela", Cold Case
- "Segreti di famiglia", Cold Case
- "Ma questo è un incubo", Due uomini e mezzo
- "The Real World Rittenhouse", Squadra Med - Il coraggio delle donne

Miglior film per la televisione
- Jack
- The Blackwater Lightship

Miglior reality show
- Queer Eye
- The Real World: Philadelphia
- Survivor
- American Candidate
- Big Brother

## San Francisco
Golden Gate Award
- Jennifer Beals

Davidson/Valentini Award
- Alec Mapa

Pioneer Award
- Hank Plante

Barbara Gittings Award
- PlanetOut